# Uladzislau Litvinau
Uladzislau Litvinau (en bielorruso: Уладзіслаў Літвінаў; 7 de enero de 2000) es un deportista bielorruso que compite en piragüismo en la modalidad de aguas tranquilas. Ganó tres medallas de oro en el Campeonato Europeo de Piragüismo, en los años 2021 y 2024.

## Palmarés internacional
| Campeonato Europeo | Campeonato Europeo | Campeonato Europeo | Campeonato Europeo |
| Año                | Lugar              | Medalla            | Competición        |
| ------------------ | ------------------ | ------------------ | ------------------ |
| 2021               | Poznań (Polonia)   | Medalla de oro     | K2 500 m           |
| 2024               | Szeged (Hungría)   | Medalla de oro     | K4 500 m           |
| 2024               | Szeged (Hungría)   | Medalla de oro     | K4 1000 m          |